# Фазлыев, Руслан Ренатович
Фазлыев Руслан Ренатович (род. 27 марта 1980, город Октябрьский, Республика Башкортостан, СССР) — российский технологический предприниматель, являлся членом Экспертного совета по развитию отрасли информационных технологий Министерства связи и массовых коммуникаций Российской Федерации в 2012-2014.. Создатель X-Cart и Ecwid, платформ для электронной коммерции. В 2013 году журнал Hopes&Fears поместил его на 14 место в рейтинге молодых предпринимателей России., а в 2014 он занял 56 место в «Топ-100 российских интернет-миллионеров» по версии «Секрета фирмы».

## Биография
Руслан начал программировать в семь лет: сначала на бумаге, затем вслепую на компьютере с неработающим монитором. В школе писал простые игры и копировал программы методом обратной разработки. В 1997 году он поступил в Ульяновский государственный технический университет на факультет информационных систем и технологий, но спустя два года оставил обучение и занялся бизнесом.
Женат.
Выступает с лекциями в УлГТУ, где учился, и является одним из организаторов конференции в области информационных технологий ULCAMP.

## Предпринимательство
«Мы делали стартап и бутстрапили его, просто тогда слов таких не знали. Очень быстро мы выросли до ста человек, и тогда я получал гораздо больше денег, чем мог придумать, как потратить. Это, конечно, от бедности воображения, сейчас такой проблемы не стало бы. Но главное, нам было в кайф делать то, чем пользуются тысячи людей в разных странах, это же мечта каждого программиста».
Первым проектом стала частная телекоммуникационная компания «Симбирские коммуникации», в 2002 году проданная «Симбирским телекоммуникационным системам».
Основанная в 2001 Фазлыевым и его школьными друзьями компания «Креативная разработка» использовала опыт создания интернет-магазинов для выпуска собственной платформы — X-Cart. Это был первый в мире продукт для электронной коммерции, написанный на языке PHP. Кроме X-Cart и его ранней версии F-Cart компания выпустила программы LiteCommerce и X-payments.
Ecwid был создан в 2009 году как продукт для малого и среднего бизнеса, не требующий участия программиста в установке. В прессе Ecwid часто сравнивали с конструктором LEGO: пользователь сам мог добавить магазин на сайт или страницу в социальной сети. Проект оказался успешным и в 2010 году выиграл конкурс стартапов «Бизнес-проект 2010», организованный Forbes и Google. В декабре 2011 года Ecwid получил $1,5 млн инвестиций от фонда Runa Capital, год спустя обогнал и поглотил Payvments, своего конкурента в нише интернет-магазинов на базе страницы Facebook, а в мае 2013 привлёк следующий раунд инвестиций на $5 млн от iTech Capital и Runa Capital.
Оставил управление X-Cart и сфокусировался на развитии Ecwid.
В 2020 году стал одним из героев документального фильма Юрия Дудя «Как устроена IT-столица мира», в 2021 году стал героем выпуска «Русские Норм», выпускаемого Елизаветой Осетинской.